# Dicranomyia niveifusca
Dicranomyia niveifusca là một loài ruồi trong họ Limoniidae. Chúng phân bố ở miền Australasia.